# 27 juin 1921
Le lundi 27 juin 1921 est le 178e jour de l'année 1921.

## Naissances
- Bai Guang (morte le 27 août 1999), chanteuse de cinéma et actrice chinoise
- Dhia Cristiani (morte le 16 juillet 1977), actrice italienne
- Jacques Robert (mort le 11 août 1997), journaliste, écrivain, scénariste et dialoguiste français
- John Dominis (mort le 30 décembre 2013), photographe et photojournaliste américain
- Kisshōmaru Ueshiba (mort le 4 janvier 1999), aïkidoka japonais
- Ladislas Kijno (mort le 27 novembre 2012), peintre français
- Lê Bá Đảng (mort le 7 mars 2015), peintre, graveur et sculpteur vietnamien, naturalisé français
- Muriel Pavlow (morte le 19 janvier 2019), actrice britannique
- Robert A. Baker (mort le 8 août 2005), professeur de psychologie américain
- Saul David (mort le 7 juin 1996), producteur de cinéma américain

## Décès
- Edmond Fortier (né le 10 avril 1849), personnalité politique canadienne